# Звичайні невдачі
«Звичайні невдачі» (Ordinary Failures) — чеська науково-фантастична драма 2022 року режисерки Крістіни Грошан.

## Про фільм
Стихійне лихо накриває Прагу, воно об'єднує трьох різних жінок різних поколінь. Це нещодавно овдовіла та безробітна редакторка Хана, яка доглядає за собакою-роботом; Сільва, яка переживає кризу материнства, і підліток Тереза, яка втікає з дому.

## Знімались
| Актор             | Роль     |
| ----------------- | -------- |
| Татьяна Медвецька | Хана     |
| Беата Каньокова   | Тереза   |
| Віка Керекеш      | Едіта    |
| Яна Стрикова      | Кароліна |
| Яна Плодкова      | Юлія     |